# Tina Arena
Pour les articles homonymes, voir Arena.
Filippina Lydia Arena, dite Tina Arena, est une chanteuse australienne d'origine sicilienne née le 1er novembre 1967 à Melbourne.

## Biographie

### Enfance et formation
Les parents de Filippina Lydia Arena, Giuseppe Arena et Franca Catalfamo, sont des immigrants venus de Sicile qui vivent dans la banlieue de Melbourne, à East Keilor. Elle a deux sœurs, Nancy et Silvana. Sa famille l'appelle par le diminutif de « Pina », dont elle s'est inspirée pour son nom de scène, Tina.
Tina Arena commence sa carrière musicale à l'âge de sept ans, en chantant pour l'émission australienne Young Talent Time. Elle fait partie du casting de l'émission jusqu'en 1983.
En parallèle, elle étudie au lycée St. Columba à Melbourne, entre 1980 et 1985, année de l'obtention de son diplôme.

### Premiers succès
Sorti en 1985, son premier single, Turn Up the Beat, ne connaît pas le succès. Elle gagne alors sa vie en chantant dans des boîtes de nuit et en réalisant des jingles publicitaires.
C'est avec son album Strong as Steel, sorti en 1990, que Tina Arena connaît le succès. Le single I Need Your Body, qui en est tiré, devient disque de platine en Australie. Les singles suivants, The Machine's Breaking Down, Strong as Steel et Woman's Work/I Believe finissent tous dans le top 40. L'album finit quant à lui disque d'or.

### Carrière internationale
En 1998, elle interprète en duo avec Marc Anthony, I Want to Spend My Lifetime Loving You, la chanson de la bande-originale du film Le Masque de Zorro composée par James Horner et Will Jennings. La chanson se classe à la 3e place des meilleures ventes de singles en France. La même année elle reprend le tube I Want to know What Love Is.
En 1999, son single Aller plus haut est certifié disque de platine avec 500 000 exemplaires en France. Les ventes atteignent le nombre de 617 000. En 2000, elle incarne sur les planches londoniennes le rôle d’Esméralda dans la comédie musicale Notre-Dame de Paris. Cette même année, elle est nommée aux Victoires de la musique 2000 dans la catégorie Groupe ou Artiste Révélation et remporte le NRJ Music Award de la révélation internationale de l'année. Elle chante pour l'ouverture des Jeux olympiques d'été de 2000 de Sydney.
La chanteuse partage en 2003 un duo qui s'intitule Je te retrouve un peu avec Jay. Le titre est gravé sur l'album à l'Olympia Vous êtes toujours là la même année. 
En 2005, elle publie Un autre univers, premier album intégralement en français. Il est monté jusqu'à la 9e place dans le classement français et c'est la position la plus élevée depuis son entrée dans le tableau presque un an plus tôt. L'album mélange diverses sonorités de guitares acoustiques, de cordes et de toute une gamme de styles qui composent ces 13 nouvelles pistes, incluant un duo avec le légendaire chanteur français Henri Salvador.
Le single Aimer jusqu'à l'impossible est son plus gros hit français à ce jour après ses débuts au #3 en novembre 2005 et demeurant dans le top 5 pendant plus de 10 semaines. En février 2006, le single devient disque de platine en France. Un deuxième single Je m'appelle Bagdad a été publié en mai et un troisième Tu aurais dû me dire (Oser parler d'amour) en octobre 2006.
Dans le cadre Live 8, elle se produit en 2005 au Château de Versailles. Elle est nommée dans la catégorie Artiste féminine francophone aux NRJ Music Awards 2006 et NRJ Music Awards 2007. 
Le 6 mai 2007, elle participe au concert organisé pour la victoire de Nicolas Sarkozy à l'élection présidentielle française. La chanteuse australienne y interprète Aimer jusqu'à l'impossible. 
Le 21 décembre 2008, Nicolas Sarkozy lui remet les insignes de chevalier de l'ordre national du Mérite.
En 2006, elle rejoint la troupe des Enfoirés, où elle revient en 2007, 2008, 2009, 2011 et 2014.
En 2008, elle reprend le titre des Bee Gees Night Fever, sur la bande originale du film de Fabien Onteniente, Disco.
En septembre et octobre 2011, elle participe à l'émission Sing-Off 100 % Vocal en tant que juré aux côtés de Soprano et de Michel Jonasz.
En octobre 2011, Tina Arena interprète "Don't Cry for Me Argentina" de la comédie musicale Evita avec Jacky Locks et les 2000 Choristes à Amnéville, France.
Elle pose sa voix sur la chanson caritative Des ricochets en 2011. Tina Arena chante l'hymne australien le 24 juillet 2011 sur les Champs-Élysées pour la victoire de l'Australien Cadel Evans au Tour de France 2011.
En 2011, elle participe à l’album de reprise intitulé Libres de Chanter pour Paroles de Femmes dans lequel elle reprend Vanina de Dave.
Elle participe à la version australienne de Dancing with the Stars dès le 1er octobre 2013 (Danse avec les stars en France). Au bout de onze semaines de compétitions, elle atteint la 3e place derrière l'actrice Rhiannon Fish et Cosentino (en) lors de la finale du 26 novembre 2013. Elle a pour partenaire le danseur Damian Whitewood (en). 
Entre 2007 et 2015, elle sort neuf albums dont cinq sont certifiés or ou platine en Australie[réf. nécessaire].
En 2023, elle participe en France à la cinquième saison de Mask Singer sur TF1 en incarnant la plante carnivore,.
En juin 2025, elle participe au concert événementiel Stars 80 / Stars 90 - La Grand Battle ! aux côtés de Larusso et Hélène Ségara notamment.

### Vie privée

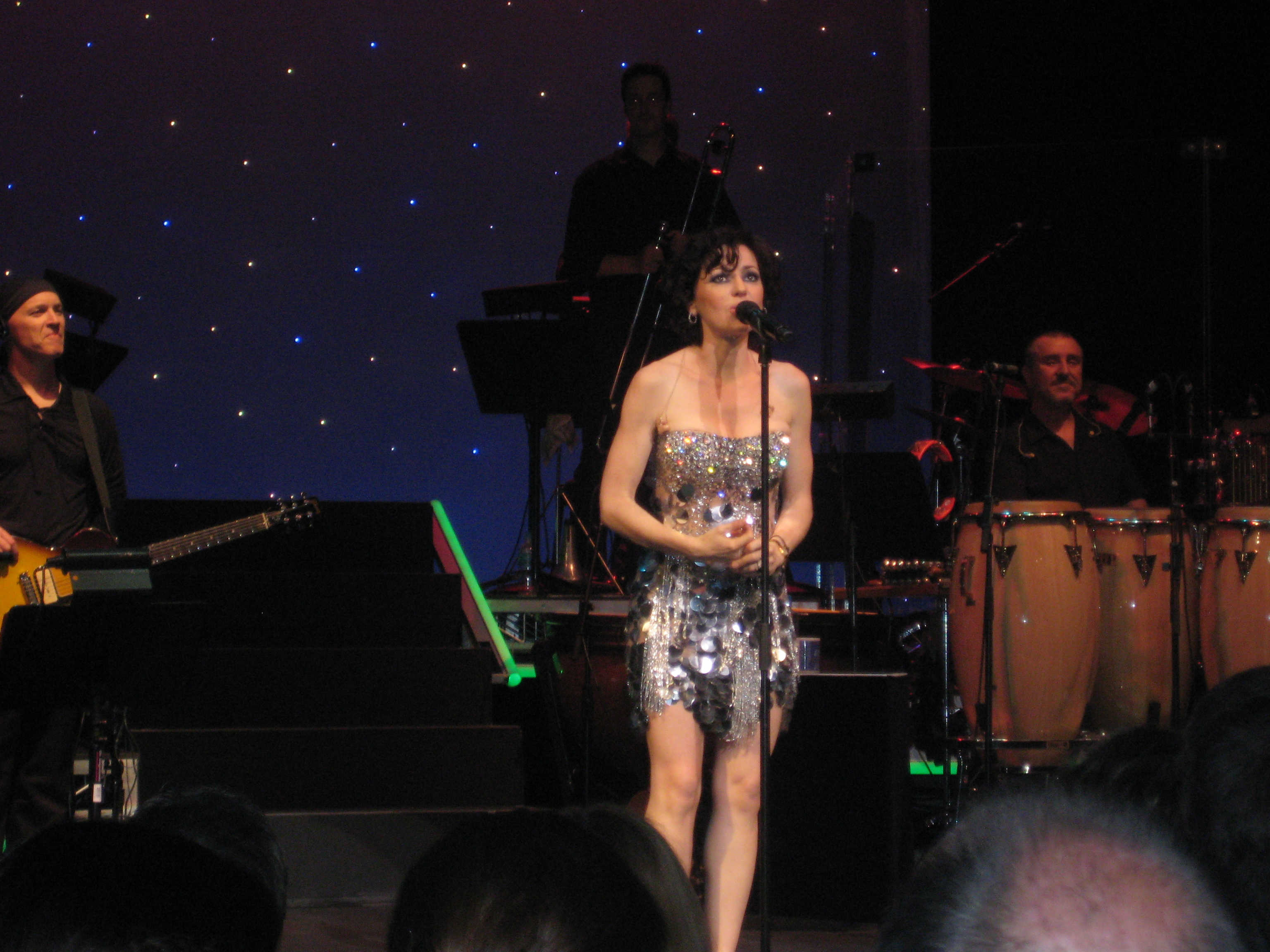
Tina Arena au Sydney State Theatre, 2009.

En décembre 1995, elle épouse son manager, Ralph Carr. Ils divorcent en 1999. Depuis 2000, elle est en couple avec Vincent Hare. Elle a donné naissance à Gabriel Joseph le 17 novembre 2005. La famille vit entre la France, l'Australie et le Royaume-Uni, mais est établie principalement à Melbourne depuis 2011. En 2023, Tina Arena annonce leur séparation.

## Discographie

### Albums
| Année | Titre | Classement des ventes | Classement des ventes | Classement des ventes | Classement des ventes | Classement des ventes | Classement des ventes | Classement des ventes | Classement des ventes | Classement des ventes | Certification                                                                |
| Année | Titre | AUS                   | BE/Fr                 | FR                    | GER                   | N-Z                   | R-U                   | SUI                   | SWE                   | US                    | Certification                                                                |
| ----- | --- | --------------------- | --------------------- | --------------------- | --------------------- | --------------------- | --------------------- | --------------------- | --------------------- | --------------------- | ---------------------------------------------------------------------------- |
| 1990  | Strong as Steel - Sortie : octobre 1990                                                                     | 17                    | —                     | —                     | —                     | —                     | —                     | —                     | —                     | —                     | Australie : Or                                                               |
| 1994  | Don't Ask - Sortie : 21 novembre 1994                                                                       | 1                     | —                     | —                     | 65                    | 12                    | 11                    | 32                    | 49                    | 101                   | Australie : 10× Platine · Nouvelle-Zélande : Platine · Royaume-Uni : Argent  |
| 1997  | In Deep - Sortie : 18 août 1997                                                                             | 1                     | 6                     | 3                     | —                     | 16                    | 102                   | 31                    | —                     | —                     | Australie : 3 × Platine · France : 3 × Platine · Suisse : Or · Belgique : Or |
| 2000  | Souvenirs - Sortie : novembre 2000                                                                          | 37                    | —                     | —                     | —                     | —                     | —                     | —                     | —                     | —                     | Australie : Or                                                               |
| 2001  | Just Me - Sortie : 12 novembre 2001                                                                         | 7                     | —                     | 47                    | —                     | —                     | —                     | 67                    | —                     | —                     | Australie : Or · France : Or                                                 |
| 2003  | Vous êtes toujours là - Sortie : avril 2003                                                                 | —                     | —                     | 31                    | —                     | —                     | —                     | —                     | —                     | —                     |                                                                              |
| 2004  | Greatest Hits 1994-2004 - Sortie : 25 octobre 2004                                                          | 10                    | —                     | —                     | —                     | —                     | —                     | —                     | —                     | —                     | Australie : Platine                                                          |
| 2005  | Greatest Hits-Live - Sortie: 9 octobre 2005                                                                 | 26                    | —                     | —                     | —                     | —                     | —                     | —                     | —                     | —                     | Australie : Or                                                               |
| 2005  | Un autre univers - Sortie : 5 décembre 2005                                                                 | —                     | 24                    | 9                     | —                     | —                     | —                     | 69                    | —                     | —                     | France : Platine                                                             |
| 2007  | Songs of Love and Loss - Sortie : 1er décembre 2007 (Australie) - Sortie : 18 mai 2015 (Europe francophone) | 3                     | 35                    | 31                    | —                     | —                     | —                     | —                     | —                     | —                     | Australie : Platine                                                          |
| 2008  | 7 vies - Sortie : 28 janvier 2008                                                                           | —                     | 16                    | 12                    | —                     | —                     | —                     | 56                    | —                     | —                     |                                                                              |
| 2008  | Songs of Love and Loss 2 - Sortie: 15 novembre 2008                                                         | 12                    | —                     | —                     | —                     | —                     | —                     | —                     | —                     | —                     | Australie : Or                                                               |
| 2009  | Le Best & le Meilleur - Sortie : 30 mars 2009                                                               | —                     | 11                    | 2                     | —                     | —                     | —                     | —                     | —                     | —                     |                                                                              |
| 2009  | The Peel Me Sessions 2003 - Sortie : 22 mai 2009                                                            | —                     | —                     | —                     | —                     | —                     | —                     | —                     | —                     | —                     |                                                                              |
| 2010  | Live: The Onstage Collection - Sortie : 15 janvier 2010                                                     | 22                    | —                     | —                     | —                     | —                     | —                     | —                     | —                     | —                     |                                                                              |
| 2012  | Symphony of Life - Sortie : 23 novembre 2012                                                                | 60                    | —                     | —                     | —                     | —                     | —                     | —                     | —                     | —                     | Australie : Or                                                               |
| 2013  | Reset - Sortie : 18 octobre 2013                                                                            | 4                     | —                     | —                     | —                     | —                     | —                     | —                     | —                     | —                     | Australie : Platine                                                          |
| 2015  | Eleven - Sortie : 30 octobre 2015                                                                           | 2                     | —                     | —                     | —                     | —                     | —                     | —                     | —                     | —                     | Australie : Or                                                               |
| 2017  | Greatest Hits and Interpretations - Sortie : 7 avril 2017                                                   | 2                     | —                     | —                     | —                     | —                     | —                     | —                     | —                     | —                     | —                                                                            |
| 2018  | Quand tout recommence - Sortie : 6 avril 2018                                                               | —                     | 46                    | 62                    | —                     | —                     | —                     | —                     | —                     | —                     | —                                                                            |
| 2023  | Love saves - Sortie : 14 juillet 2023                                                                       | 2                     | —                     | —                     | —                     | —                     | —                     | —                     | —                     | —                     | —                                                                            |

### Singles
| Année | Titre                                                       | Classement des ventes | Classement des ventes | Classement des ventes | Classement des ventes | Classement des ventes | Classement des ventes | Classement des ventes | Classement des ventes | Classement des ventes | Classement des ventes | Certification                  | Album                   |
| Année | Titre                                                       | AUS                   | AUT                   | BE/Fr                 | FR                    | GER                   | PB                    | NZ                    | SWI                   | R-U                   | US                    | Certification                  | Album                   |
| ----- | ----------------------------------------------------------- | --------------------- | --------------------- | --------------------- | --------------------- | --------------------- | --------------------- | --------------------- | --------------------- | --------------------- | --------------------- | ------------------------------ | ----------------------- |
| 1985  | Turn Up the Beat                                            | —                     | —                     | —                     | —                     | —                     | —                     | —                     | —                     | —                     | —                     |                                | —                       |
| 1990  | I Need Your Body                                            | 3                     | —                     | —                     | —                     | —                     | —                     | —                     | —                     | —                     | —                     | Australie: Platine             | Strong as Steel         |
| 1990  | The Machine's Breaking Down                                 | 23                    | —                     | —                     | —                     | —                     | —                     | —                     | —                     | —                     | —                     |                                | Strong as Steel         |
| 1990  | Strong as Steel                                             | 30                    | —                     | —                     | —                     | —                     | —                     | —                     | —                     | —                     | —                     |                                | Strong as Steel         |
| 1994  | Chains                                                      | 4                     | —                     | —                     | —                     | 68                    | —                     | 7                     | —                     | 6                     | 38                    | Australie: Platine             | Don't Ask               |
| 1995  | Sorrento Moon (I Remember)                                  | 7                     | 20                    | —                     | —                     | 86                    | —                     | 16                    | —                     | 22                    | —                     | Australie : Or                 | Don't Ask               |
| 1995  | Heaven Help My Heart                                        | 22                    | —                     | —                     | —                     | 77                    | —                     | 33                    | —                     | 25                    | —                     |                                | Don't Ask               |
| 1995  | Wasn't It Good                                              | 11                    | —                     | —                     | —                     | —                     | —                     | —                     | —                     | —                     | —                     |                                | Don't Ask               |
| 1995  | Show Me Heaven                                              | —                     | —                     | —                     | —                     | 78                    | —                     | 33                    | —                     | 29                    | 103                   |                                | Don't Ask               |
| 1996  | That's the Way a Woman Feels                                | 31                    | —                     | —                     | —                     | —                     | —                     | —                     | —                     | —                     | —                     |                                | Don't Ask               |
| 1997  | Burn                                                        | 2                     | —                     | —                     | —                     | —                     | —                     | 36                    | —                     | 47                    | —                     | Australie : Or                 | In Deep                 |
| 1997  | If I Didn't Love You                                        | 41                    | —                     | —                     | —                     | —                     | —                     | —                     | —                     | —                     | —                     |                                | In Deep                 |
| 1998  | Now I Can Dance                                             | 13                    | —                     | —                     | —                     | —                     | —                     | —                     | —                     | —                     | —                     |                                | In Deep                 |
| 1998  | Whistle Down the Wind                                       | —                     | —                     | —                     | —                     | —                     | —                     | —                     | —                     | 24                    | —                     |                                | In Deep                 |
| 1998  | I Want to Know What Love Is                                 | 36                    | —                     | 39                    | 13                    | —                     | —                     | —                     | —                     | —                     | —                     | France: Argent                 | In Deep                 |
| 1998  | I Want to Spend My Lifetime Loving You (feat. Marc Anthony) | —                     | 38                    | 9                     | 3                     | —                     | 4                     | —                     | 34                    | —                     | —                     | France : Or                    | In Deep                 |
| 1998  | If I Was a River                                            | —                     | —                     | —                     | —                     | —                     | —                     | —                     | —                     | 43                    | —                     |                                | In Deep                 |
| 1999  | Aller plus haut                                             | —                     | —                     | 1                     | 2                     | —                     | —                     | —                     | 96                    | —                     | —                     | France : Platine               | In Deep                 |
| 2000  | Les Trois Cloches                                           | —                     | —                     | 1                     | 4                     | —                     | —                     | —                     | 49                    | —                     | —                     | France: Or                     | In Deep                 |
| 2000  | Segnali di fumo (feat. Luca Barbarossa)                     | —                     | —                     | —                     | 78                    | —                     | —                     | —                     | —                     | —                     | —                     |                                | In Deep                 |
| 2000  | Live (for the One I Love)                                   | —                     | —                     | —                     | —                     | —                     | —                     | —                     | —                     | 63                    | —                     |                                | Notre-Dame de Paris     |
| 2001  | Soul Mate #9                                                | 22                    | —                     | —                     | —                     | —                     | —                     | —                     | 77                    | —                     | —                     |                                | Just Me                 |
| 2002  | Dare You to Be Happy                                        | 43                    | —                     | —                     | —                     | —                     | —                     | —                     | —                     | —                     | —                     |                                | Just Me                 |
| 2002  | Tu es toujours là                                           | —                     | —                     | 15                    | 11                    | —                     | —                     | —                     | —                     | —                     | —                     | France: Argent                 | Just Me                 |
| 2002  | Symphony of Life                                            | 8                     | —                     | —                     | 48                    | —                     | —                     | —                     | —                     | —                     | —                     |                                | Just Me                 |
| 2003  | Je te retrouve un peu (feat. Jay)                           | —                     | —                     | —                     | 44                    | —                     | —                     | —                     | —                     | —                     | —                     |                                | Vous êtes toujours là   |
| 2003  | Never (Past Tense) (The Roc Project feat. Tina Arena)       | —                     | —                     | —                     | —                     | —                     | 100                   | —                     | —                     | 42                    | 97                    |                                | Vous êtes toujours là   |
| 2004  | Italian Love Song                                           | 33                    | —                     | —                     | —                     | —                     | —                     | —                     | —                     | —                     | —                     |                                | Greatest Hits 1994–2004 |
| 2005  | Aimer jusqu'à l'impossible                                  | —                     | —                     | 1                     | 3                     | —                     | —                     | —                     | 16                    | —                     | —                     | France: Platine · Belgique: Or | Un autre univers        |
| 2006  | Je m'appelle Bagdad (en)                                    | —                     | —                     | 8                     | 6                     | —                     | —                     | —                     | 44                    | —                     | —                     | France : Argent                | Un autre univers        |
| 2006  | Tu aurais dû me dire (Oser parler d'amour)                  | —                     | —                     | 36                    | 37                    | —                     | —                     | —                     | —                     | —                     | —                     |                                | Un autre univers        |
| 2007  | Entends-tu le monde ?                                       | —                     | —                     | 32                    | 10                    | —                     | —                     | —                     | —                     | —                     | —                     |                                | 7 vies                  |
| 2007  | To Sir, with Love                                           | 62                    | —                     | —                     | —                     | —                     | —                     | —                     | —                     | —                     | —                     |                                | Songs of Love & Loss    |
| 2008  | L'un Pour L'autre                                           | —                     | —                     | —                     | —                     | —                     | —                     | —                     | —                     | —                     | —                     |                                | 7 vies                  |
| 2008  | Oh Me Oh My                                                 | —                     | —                     | —                     | —                     | —                     | —                     | —                     | —                     | —                     | —                     |                                | Songs of Love & Loss 2  |
| 2009  | 7 vies                                                      | —                     | —                     | —                     | —                     | —                     | —                     | —                     | —                     | —                     | —                     |                                | Le Best & le Meilleur   |
| 2011  | Voici les clés (Gérard Lenorman feat. Tina Arena)           | —                     | —                     | —                     | 48                    | —                     | —                     | —                     | —                     | —                     | —                     |                                | Duos de mes chansons    |
| 2013  | White Light (The Love feat. Tina Arena)                     | —                     | —                     | —                     | —                     | —                     | —                     | —                     | —                     | —                     | —                     |                                | Uniquement single       |
| 2013  | You Set Fire To My Life                                     | 38                    | —                     | —                     | —                     | —                     | —                     | —                     | —                     | —                     | —                     |                                | Reset                   |
| 2013  | Reset All                                                   | —                     | —                     | —                     | —                     | —                     | —                     | —                     | —                     | —                     | —                     |                                | Reset                   |
| 2014  | Still Running                                               | —                     | —                     | —                     | —                     | —                     | —                     | —                     | —                     | —                     | —                     |                                | Reset                   |
| 2014  | The Things We Do for Love                                   | —                     | —                     | —                     | —                     | —                     | —                     | —                     | —                     | —                     | —                     |                                | Uniquement single       |
| 2015  | I Want to Love You                                          | —                     | —                     | —                     | —                     | —                     | —                     | —                     | —                     | —                     | —                     |                                | Eleven                  |
| 2015  | Chains (feat. Jessica Mauboy et The Veronicas)              | —                     | —                     | —                     | —                     | —                     | —                     | —                     | —                     | —                     | —                     |                                | Uniquement single       |
| 2017  | A Foreign Affair (feat. Client Liaison)                     | —                     | —                     | —                     | —                     | —                     | —                     | —                     | —                     | —                     | —                     |                                | Diplomatic Immunity     |
| 2017  | Tant que tu es là                                           | —                     | —                     | —                     | —                     | —                     | —                     | —                     | —                     | —                     | —                     |                                | Quand tout Recommence   |
| 2018  | L'ombre de ma voix                                          | —                     | —                     | —                     | —                     | —                     | —                     | —                     | —                     | —                     | —                     |                                | Quand tout Recommence   |
| 2023  | Church                                                      |                       |                       |                       |                       |                       |                       |                       |                       |                       |                       |                                | Love saves              |
| 2023  | Love saves                                                  |                       |                       |                       |                       |                       |                       |                       |                       |                       |                       |                                | Love saves              |